# Groteska
Groteska je dramaturgický útvar vyskytující se ve filmu hraném i animovaném, popřípadě na divadle či v literatuře. Jedná se o žánr, který za svůj hlavní atribut zvolil humor (nejčastěji situační) či komiku, někdy i na úkor ostatních rozměrů díla jako je děj, zápletka, výprava a podobně. Groteska má jako žánr tradici již od počátků filmové tvorby zejména v oblasti němého filmu.

## Groteskno
Dílo je nazváno groteskním, když dojdeme k přesvědčení, že způsob autorské interpretace reality překročil jistou intuitivně cítěnou mez a přerostl v její subjektivní víceméně disharmonickou deformaci. Groteskno nacházíme všude tam, kde výpověď autora neodpovídá dobové normě ve vnímání a zobrazování světa a staví se vůči ní, často ve snaze o realitě podat novou a podstatnější výpověď. Typické je zde nesourodé kombinování různých prvků (věcí, dějů, postupů, hodnot, forem) tak, že výsledek přestane dávat tradiční smysl, čímž ale v jiné rovině vznikne smysl nový. Obsahem může jít o díla fantazijní, humorná, satirická, neúměrně optimistická i pesimistická.

## Druhy

### České pojetí grotesky
V grotesce postavy jednají v rozporu s předpoklady a zvyklostmi, se vznešenými zásadami a záměry, úmysly, jež proklamují. Jako groteska zaznívá například vypravování o průběhu polní mše sloužené feldkurátem Katzem v Haškových Osudech dobrého vojáka Švejka za světové války. V českých groteskách se objevují motivy situační komiky zaviněné nešikovností, ale i snaha najít překvapivá, humorná nebo zdánlivě absurdní řešení běžné situace, jako např. v seriálu Pat a Mat.

### Americké pojetí grotesky
Hlavními prvky amerického typu grotesky, známého i jako slapstick, jsou situační komika, a především nadsázka. Postava je např. velice naštvaná, neboť něco hledá, prohledá celý svět a nakonec zjistí, že hledanou věc měla po celou dobu vedle své židle. S humornou nadsázkou bývá zobrazováno také násilí, např. když je postava udeřena obrovskou pánví, nebo vběhne přímo do zdi, ale nic se jí nestane. Tyto nadsazené situace se často objevují v animovaných seriálech (cartoons), jako jsou americký Tom a Jerry, Pták Uličník, ale sovětský/ ruský Jen počkej, zajíci!, francouzské filmy o Asterixovi a Obelixovii aj.